# Transportes Aéreos Regionales

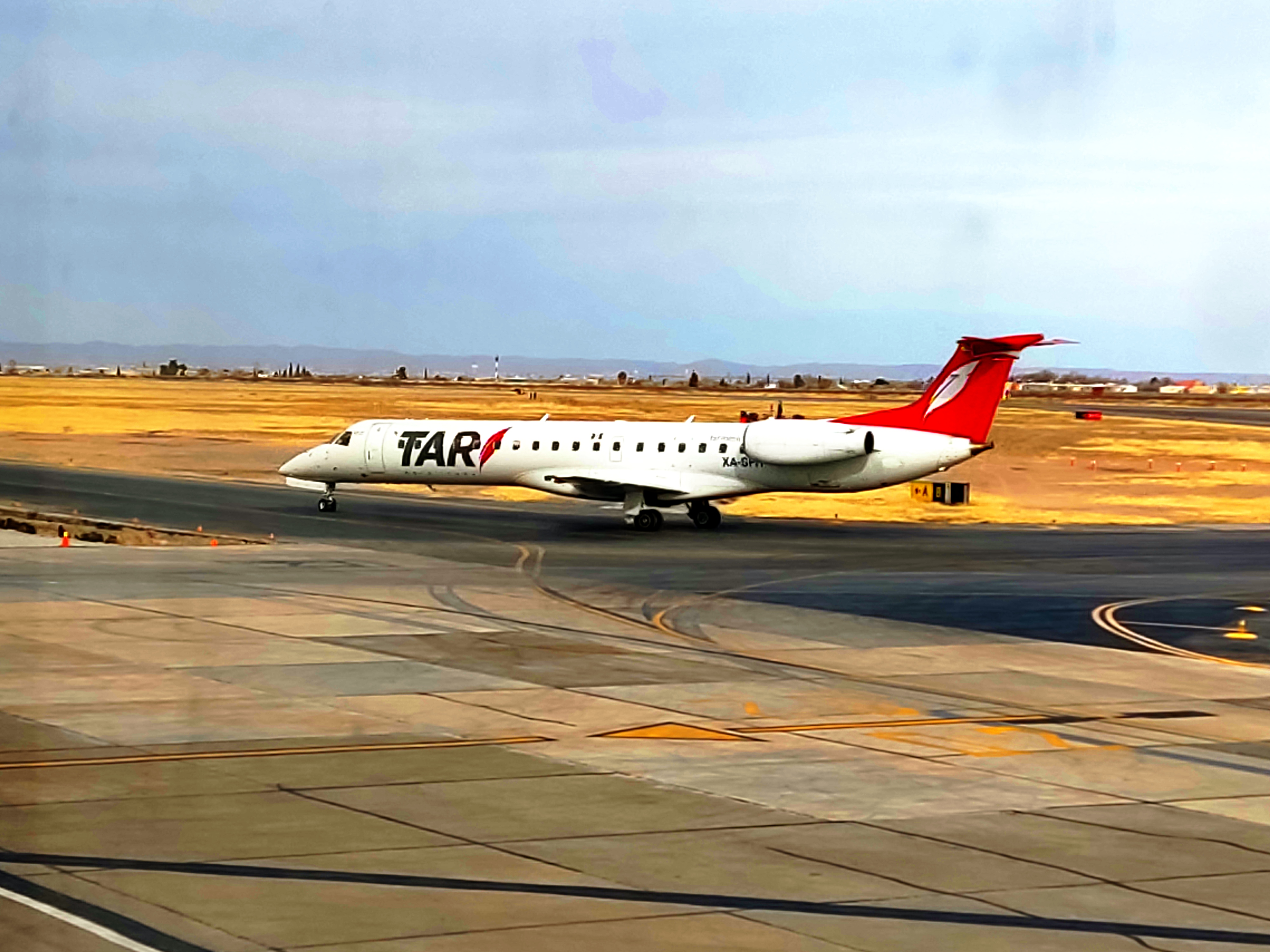
ERJ-145 de TAR México.

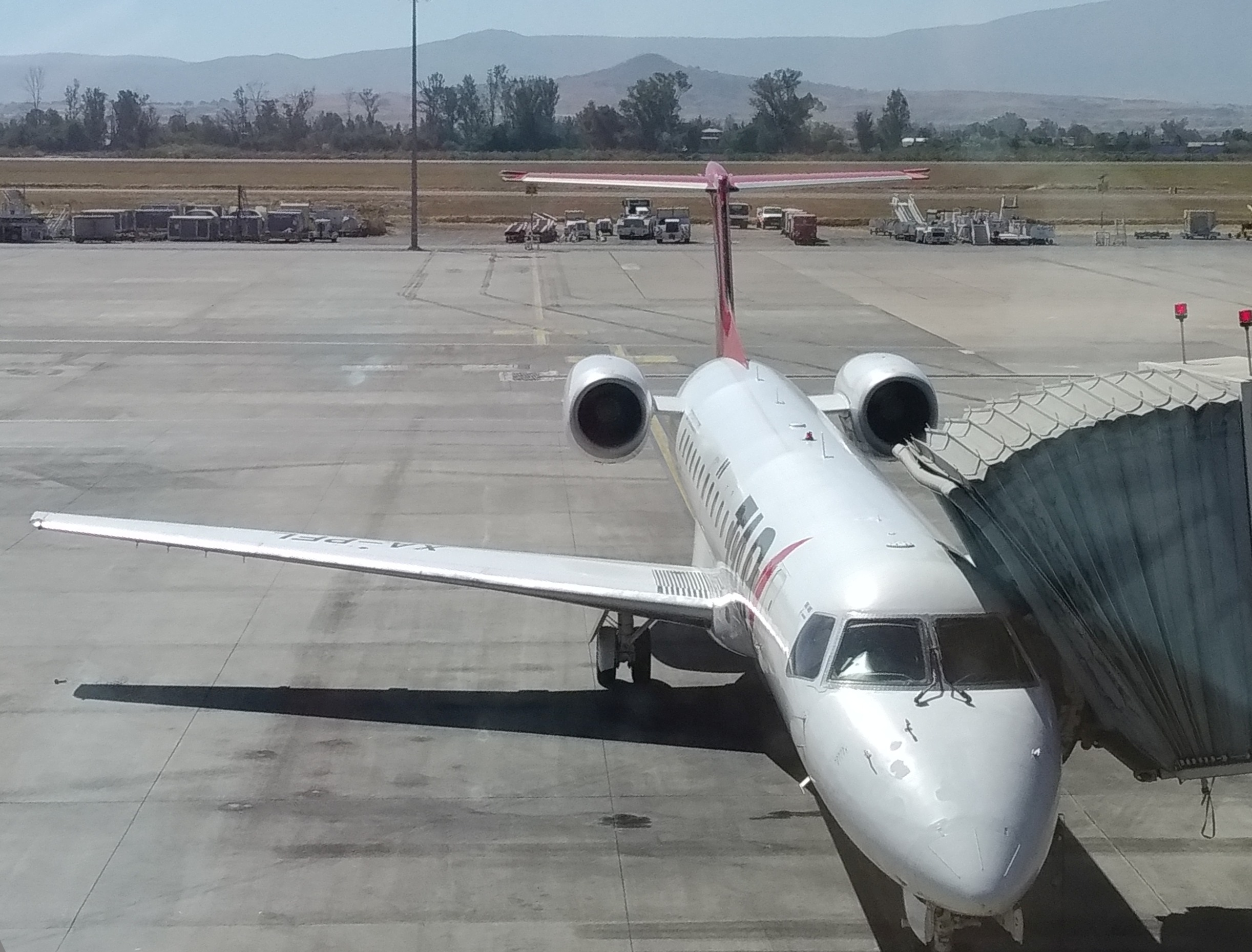
Embraer ERJ-145LR de TAR México.

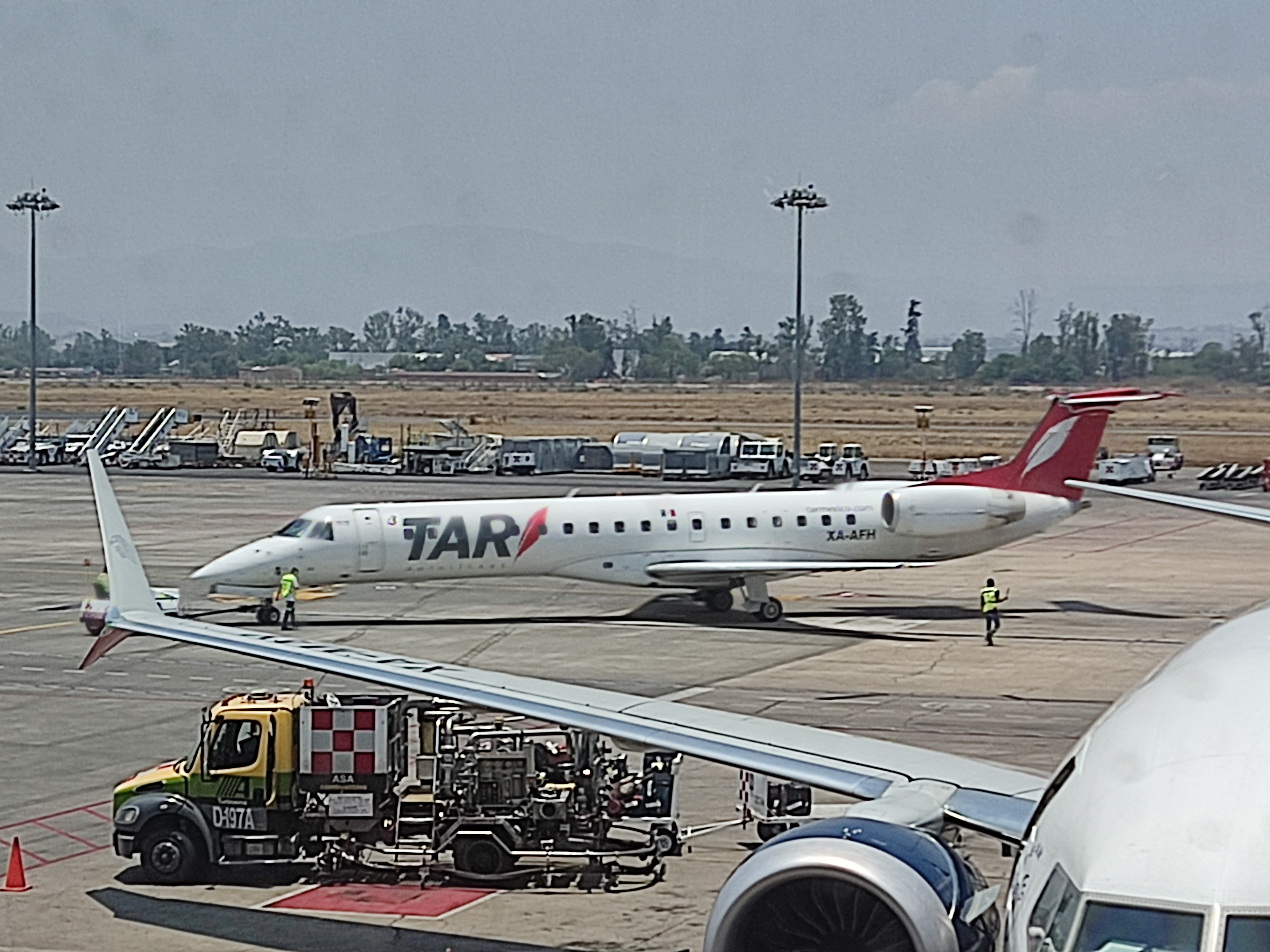
Embraer ERJ-145LR de TAR México (XA-AFH) en el Aeropuerto Internacional de Guadalajara.

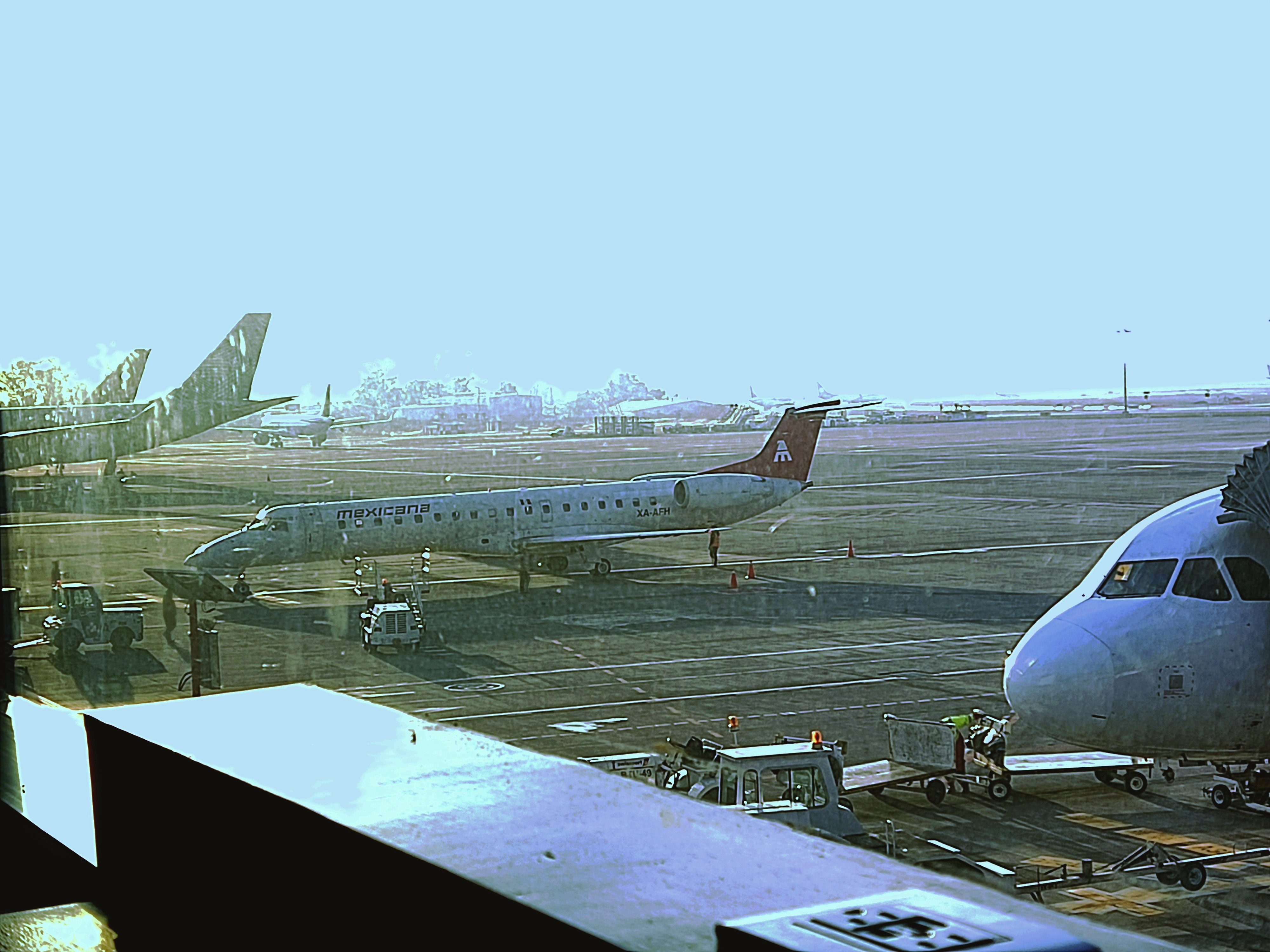
En el año 2023 el Embraer ERJ-145LR con matrícula XA-AFH de TAR México fue pintado para ser arrendado a Mexicana de Aviación.

Transportes Aéreos Regionales conocida como TAR México, anteriormente TAR Aerolíneas, es una aerolínea mexicana propiedad de Grupo Mafra fundada en 2012, con sede en la ciudad de Querétaro, Querétaro, México.
La aerolínea se presentó oficialmente el 15 de enero de 2014. Actualmente, tiene presencia en 14 aeropuertos de todas las regiones de México.

## Historia
El 12 de abril de 2012, la Secretaría de Comunicaciones y Transportes (México), a través de la Dirección General de Aeronáutica Civil otorga a la empresa LINK Conexión Aérea S.A. de C.V. la concesión de transporte aéreo nacional regular de pasajeros, carga y correo.
El nombre que usa la empresa para fines comerciales es Transportes Aéreos Regionales (TAR). Inició operaciones el 14 de marzo de 2014. Actualmente tiene una flota de 12 aeronaves Embraer ERJ 145 con capacidad de 50 pasajeros cada una y tiene pedidos para 8 más.

## Destinos
La aerolínea ofrece servicio a 12 ciudades mexicanas:
|  | Centro de conexiones |
|  | Destino foco         |
|  | Próximo destino      |
|  | De temporada         |
|  | Destino cancelado    |

## Flota
La flota de TAR la integran aeronaves Embraer ERJ 145LR con capacidad de 50 pasajeros.
A junio de 2025, la flota de TAR consistía de los siguientes aviones con un promedio de edad de 25.4 años:

## Accidentes e incidentes
- El 7 de febrero de 2018 una aeronave Embraer ERJ-145LR con matrícula XA-JFH que operaba el vuelo 600 de TAR México que había partido del Aeropuerto de Veracruz con destino al Aeropuerto de Tampico tuvo que aterrizar de emergencia en este último debido a amenaza de una supuesta bomba, lo que causó movilizaciones de diversas entidades de seguridad en el aeropuerto y resultando ser una "falsa alarma".[8][9]